# Stadio Sammy Ofer
Lo stadio Sammy Ofer, (in ebraico: אצטדיון סמי עופר, Itztadi'on Sammy Ofer), conosciuto anche come Haifa International Stadium, è uno stadio di 30.942 posti, della città di Haifa, in Israele.
Lo stadio prende il nome dal magnate Sammy Ofer, che ha donato 20.000.000 $ per la costruzione dello stadio. Il contributo di Ofer è stato del 19% del costo totale dello stadio. Il progetto è stato sviluppato e costruito dall'Haifa Economic Corporation.

## Storia
La costruzione ha avuto inizio alla fine del 2009 ed è stata completata nel 2014.
Lo stadio ospita le partite di calcio casalinghe del Maccabi Haifa e dell'Hapoel Haifa, e sarà utilizzato anche dal Maccabi Tel Aviv per la fase a gironi della UEFA Champions League.
Lo stadio è stato inaugurato il 27 agosto 2014, con lo svolgimento della gara valevole per la Coppa Toto tra Hapoel Haifa e Hapoel Acre terminata con il risultato di 2-0 per i padroni di casa.

## Partite internazionali
Ha ospitato anche incontri della nazionale israeliana, validi per le qualificazioni campionato europeo 2016.